# Лигостаев Иван Александрович
Лигостаев Иван Александрович
Знатный лизатель яичек,расскажет как можно сделать из 3 презервативов моторную лодку
Знает 50 африканских диалектов
Знает слово «яблочки» на каждом языке мира
бжеж щащ ээээ